# La Couturière de Lunéville
Pour plus de détails, voir Fiche technique et Distribution.
La Couturière de Lunéville (titre original : The Dressmaker of Luneville) est un film américain réalisé par Harry Lachman, sorti en 1932.
Il a été tourné en France dans les studios de Joinville.

## Fiche technique
- Titre : La Couturière de Lunéville
- Titre original : The Dressmaker of Luneville
- Réalisation : Harry Lachman
- Scénario : d'après la pièce de Alfred Savoir
- Photographie : Rudolph Maté
- Musique : Marcel Lattès
- Costumes : René Hubert
- Société de production : Studios Paramount
- Pays de production :  États-Unis
- Langue de tournage : Français
- Format : Noir et blanc — 35 mm — 1,37:1 — Son : Mono (Western Electric)
- Genre : Comédie
- Durée : 95 minutes (1 h 35)
- Dates de sortie :
  - France : 13 avril 1932
  - États-Unis : 13 octobre 1932

## Distribution
- Madeleine Renaud : Anna Tripied / Irene Salvago
- Pierre Blanchar : Claude Roland
- Jeanne Fusier-Gir : Léonie
- Armand Lurville : Silbur
- Monique Rolland
- Billy Milton